# Trajetória ortogonal
Uma equação da forma {\displaystyle f(x,y)=c}, onde {\displaystyle c} é uma constante, define uma família de curvas. As trajetórias ortogonais são outra família de curvas que intersetam a primeira família em forma ortogonal: em cada ponto de uma das curvas da primeira família passa uma curva da segunda família, formando um ângulo de 90{\displaystyle ^{\circ }}.
Para encontrar a família de trajetórias ortogonais às curvas {\displaystyle f(x,y)=c}, é necessário encontrar uma equação diferencial cuja solução geral seja {\displaystyle f(x,y)=c}; essa equação encontra-se derivando implicitamente a equação anterior.
{\displaystyle {\partial f \over \partial x}+{\dfrac {\partial f}{\partial y}}{dy \over dx}=0\qquad \Longrightarrow \qquad {dy \over dx}=-} {\displaystyle {\dfrac {\partial f}{\partial x}} \over {\dfrac {\partial f}{\partial y}}}
A derivada {\displaystyle dy/dx} representa em cada ponto o declive da curva que passa por esse ponto. O declive da curva ortogonal será o inverso, com sinal trocado
{\displaystyle {dy \over dx}=}{\displaystyle {\dfrac {\partial f}{\partial y}} \over {\dfrac {\partial f}{\partial x}}}
a solução geral desta equação é a família de trajetórias ortogonais.

## Exemplo
Encontre as trajetórias ortogonais da família de círculos com centro na origem.

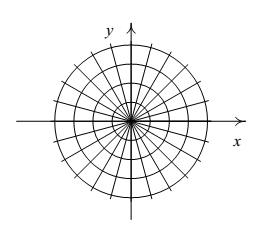
Família de círculos com centro na origem e trajetórias ortogonais.

A equação dos círculos com centro na origem é
{\displaystyle x^{2}+y^{2}=c^{2}}
onde o parâmetro {\displaystyle c} pode ter qualquer valor positivo a equação diferencial
cuja solução geral é essa família de círculos obtém-se por derivação implícita
{\displaystyle 2x+2yy'=0\qquad \Longrightarrow \qquad {dy \over dx}=-{x \over y}}
e a equação diferencial das trajetórias ortogonais é
{\displaystyle {dy \over dx}={\frac {y}{x}}}
A solução desta equação de variáveis separáveis é
{\displaystyle y=ax}
que corresponde a uma família de retas que passam pela origem; a constante de
integração é  declive das retas. A figura mostra a família de curvas e as trajetórias ortogonais.